# Stephen Maguire
Stephen Maguire (Glasgow, 13 de marzo de 1981) es un jugador profesional de snooker escocés, ganador de siete títulos de ranking, entre los años 2004 y 2025. Es uno de los pocos jugadores del circuito exento de usar pajarita por prescripción médica.